# V Всеукраїнський з'їзд Рад

V Всеукраїнський з'їзд Рад —Всеукраїнський з'їзд рад робітничих, селянських і червоноармійських депутатів, який відбувся в Харкові 25 лютого — 3 березня 1921 року. На З'їзд прибули 1050 делегатів (у тому числі 841 з ухвальним голосом), серед них 851 комуніст.

## Порядок денний
1) загальна доповідь Уряду УСРР; 

2) про господарське будівництво; 

3) про електрифікацію України;

4) про організацію праці; 

5) про відбудову транспорту; 

6) продовольче питання; 

7) земельне питання; 

8) про організацію народної освіти; 

9) про радянське будівництво; 

10) про ратифікацію союзного робітничо-селянського договору між РРФСР і УСРР;

## Результат
З усіх питань прийнято відповідні постанови, зокрема першочерговим завданням було визначено відбудову вугільної і металургійної промисловості, визначено конкретні заходи щодо електрифікації республіки, впорядкування землекористування тощо. Особливу увагу З'їзд звернув на необхідність залучення трудящих до участі в роботі Рад. З'їзд одностайно ратифікував союзний робітничо-селянський договір ніж РРФСР і УСРР. Також на З'їзді було започатковано Орден Трудового Червоного Прапора УСРР.
На з'їзді було обрано ВУЦВК у складі 155 членів і 55 кандидатів.